# Katharina Sävestrand-Jönnå
Katharina Sävestrand-Jönnå (Jönnå fram till 1981), född 12 juni 1958,  är en svensk före detta friidrottare (medeldistans) som tävlade för ett antal klubbar: Kongahälla AIK, Göteborgs KvIK, Linköpings GIF samt IK Vikingen. Hon utsågs år 1982 till Stor Grabb/tjej nummer 329.

## Personliga rekord
- 800 meter - 2.05,83 (Stockholm 29 augusti 1981)
- 1 000 meter - 2.46,6 (Göteborg 8 september 1981)
- 1 500 meter - 4.13,50 (Stockholm 28 juli 1982)
- 1 engelsk mil - 4.39,65 (Stockholm 8 juli 1981)
- 3 000 meter - 9.27,39 (Göteborg 23 juli 1982)